# هانا برمیسترووا
هانا برمیسترووا (اوکراینی: Ганна Бурмистрова؛ زادهٔ ۱۶ ژوئن ۱۹۷۷) بازیکن هندبال اهل اوکراین است.